# Rajdowe Samochodowe Mistrzostwa Polski 1994
Ten artykuł dotyczy sezonu 1994 Rajdowych Samochodowych Mistrzostw Polski.

## Kalendarz
| Runda | Data          | Rajd                 | Baza           | Nawierzchnia  | Dod. kat. |        |
| ----- | ------------- | -------------------- | -------------- | ------------- | --------- | ------ |
| 1     | 25.03 – 27.03 | 20. Rajd Kormoran    | Olsztyn        | szuter        |           | Wyniki |
| 2     | 14.04 – 16.04 | 19. Rajd Krakowski   | Kraków         | asfalt        |           | Wyniki |
| 3     | 13.05 – 14.05 | 22. Rajd Elmot       | Świdnica       | asfalt        |           | Wyniki |
| 4     | 9.06 – 11.06  | 51. Rajd Polski      | Wrocław        | asfalt        | ERC 20    | Wyniki |
| 5     | 1.07 – 3.07   | 14. Rajd Karkonoski  | Jelenia Góra   | asfalt/szuter | ERC C     | Wyniki |
| 6     | 16.09 – 17.09 | 42. Rajd Wisły       | Wisła (miasto) | asfalt        |           | Wyniki |
| 7     | 14.10 – 15.10 | 29. Rajd Dolnośląski | Kłodzko        | asfalt        |           | Wyniki |

## Klasyfikacje
Pogrubioną czcionką wyróżniono zdobywców tytułów Mistrzów i Wicemistrzów Polski.

### Klasyfikacja generalna kierowców[1]
Nie uwzględniono wyników kierowców nie zgłoszonych do RSMP. Do klasyfikacji wliczanych było 5 z 7 najlepszych wyników.
| Poz. | Kierowca                                           | KOR | KRA | ELM | POL | KAR | WIS | DOL | Suma punktów |
| ---- | -------------------------------------------------- | --- | --- | --- | --- | --- | --- | --- | ------------ |
| 1    | Paweł Przybylski                                   | 1   | 1   | 3   | NU  | 1   | 1   | NU  | 92           |
| 2    | Bogdan Herink                                      | (5) | 2   | (5) | 1   | 4   | 4   | 1   | 75           |
| 3    | Krzysztof Hołowczyc                                | 2   | NU  | NU  | NU  | 3   | 3   | 2   | 54           |
| 4    | Andrzej Chojnacki                                  |     | 3   | 2   | 2   | NU  | NU  | 6   | 48           |
| 5    | Robert Herba                                       | NU  | NU  | 1   | NU  | 2   | NU  | 3   | 47           |
| 6    | Wiesław Stec                                       | 4   | NU  | 9   | 3   | NU  | NU  | 4   | 34           |
| 7    | Waldemar Doskocz                                   | 6   | 4   | 8   | NU  | 10  | NU  | 5   | 28           |
| 8    | Robert Gryczyński                                  |     | 9   | 4   | NU  |     | 2   | 11  | 27           |
| 9    | Piotr Świeboda                                     |     | NU  | 14  | 4   | 7   | 6   | 12  | 20           |
| 10   | Romuald Chałas                                     |     | 6   | 7   | NU  | 8   | 7   | NU  | 17           |
| 11   | Cezary Fuchs                                       |     | 5   | 6   | NU  |     |     | 9   | 16           |
| 12   | Andrzej Koper                                      |     |     |     | NU  | 5   | 8   | 7   | 15           |
| 13   | Robert Kępka                                       | 7   | 7   | 12  | 6   | 11  | NU  | NU  | 14           |
| 14   | Sławomir Szaflicki                                 | 3   | NU  | NU  | NU  |     |     |     | 12           |
| 15   | Janusz Kulig                                       |     | 12  | 15  | 5   | NU  | 9   | NU  | 10           |
| 16   | Maciej Kołomyjski                                  | 9   | 11  | NU  | 9   | 9   | NU  | 8   | 9            |
| 17   | Dariusz Wirkijowski                                | NU  | NU  | 10  | NU  | 13  | 5   | NU  | 9            |
| 18   | Mariusz Ficoń                                      |     |     | NU  | NU  | 6   | NU  |     | 6            |
| 19   | Marek Sadowski                                     |     |     |     | 7   | NU  | 11  |     | 4            |
| 20   | Lesław Orski                                       | 8   | NU  | NU  | NU  | NU  | NU  | 14  | 3            |
| 21   | Ryszard Granica                                    |     | 8   | NU  | NU  | NU  |     |     | 3            |
| 22   | Krzysztof Wołkowyski                               | NU  | 21  | NU  | 8   | NU  |     | NU  | 3            |
| 23   | Bohdan Ludwiczak                                   | 10  | 10  | 17  | NU  | 28  | NU  | 18  | 2            |
| 24   | Piotr Cekiera                                      |     | 18  | 16  | 10  | 18  | 19  | 19  | 1            |
| 25   | Jacek Jerschina                                    |     | 13  | NU  | NU  | 12  | 10  | 13  | 1            |
| 26   | Zenon Sawicki                                      | NU  | NU  | 11  | NU  |     | NU  | 10  | 1            |
|      | Klucz punktacji: 20-15-12-10-8-6-4-3-2-1           |     |     |     |     |     |     |     |              |
|      | Oznaczenia: NU – nie ukończył DK – dyskwalifikacja |     |     |     |     |     |     |     |              |

| Poz. | Kierowca                                           | KOR | KRA | ELM | POL | KAR | WIS | DOL | Suma punktów |
| ---- | -------------------------------------------------- | --- | --- | --- | --- | --- | --- | --- | ------------ |
| 1    | Paweł Przybylski                                   | 1   | 1   | 2   | NU  | 1   | 1   | NU  | 42           |
| 2    | Bogdan Herink                                      | 2   | 2   | (3) | 1   | (3) | 2   | 1   | 36           |
| 3    | Robert Herba                                       | NU  | NU  | 1   | NU  | 2   | NU  | 2   | 21           |
| 4    | Waldemar Doskocz                                   | 3   | 3   | 4   | NU  | 6   | NU  | 3   | 16           |
| 5    | Piotr Świeboda                                     |     | NU  | 5   | 2   | 5   | 4   | 5   | 15           |
|      | Klucz punktacji: 9-6-4-3-2-1                       |     |     |     |     |     |     |     |              |
|      | Oznaczenia: NU – nie ukończył DK – dyskwalifikacja |     |     |     |     |     |     |     |              |

| Poz. | Kierowca                                           | KOR | KRA | ELM | POL | KAR | WIS | DOL | Suma punktów |
| ---- | -------------------------------------------------- | --- | --- | --- | --- | --- | --- | --- | ------------ |
| 1    | Krzysztof Hołowczyc                                | 1   | NU  | NU  | NU  | 1   | 2   | 1   | 33           |
| 2    | Andrzej Chojnacki                                  |     | 1   | 1   | 1   | NU  | NU  | 3   | 31           |
| 3    | Wiesław Stec                                       | 3   | NU  | 5   | 2   | NU  | NU  | 2   | 18           |
| 4    | Robert Gryczyński                                  |     | 6   | 2   | NU  |     | 1   | 7   | 16           |
| 5    | Romuald Chałas                                     |     | 3   | 4   | NU  | 3   | 3   | NU  | 15           |
|      | Klucz punktacji: 9-6-4-3-2-1                       |     |     |     |     |     |     |     |              |
|      | Oznaczenia: NU – nie ukończył DK – dyskwalifikacja |     |     |     |     |     |     |     |              |

| Kolor     | Opis                   |
| --------- | ---------------------- |
| Złoty     | Zwycięzca              |
| Srebrny   | 2. miejsce             |
| Brązowy   | 3. miejsce             |
| Zielony   | Punktowane miejsce     |
| Niebieski | Ukończył nie punktował |
| Fioletowy | Nie ukończył NU        |
| Czarny    | Wykluczony X           |
| Biały     | Nie wystartował NW     |
| Puste     | Nie brał udziału       |

| Poz. | Kierowca                                           | KOR | KRA | ELM | POL | KAR | WIS | DOL | Suma punktów |
| ---- | -------------------------------------------------- | --- | --- | --- | --- | --- | --- | --- | ------------ |
| 1    | Paweł Przybylski                                   | 1   | 1   | 3   | NU  | 1   | 1   | NU  | 92           |
| 2    | Bogdan Herink                                      | (5) | 2   | (5) | 1   | 4   | 4   | 1   | 75           |
| 3    | Krzysztof Hołowczyc                                | 2   | NU  | NU  | NU  | 3   | 3   | 2   | 54           |
| 4    | Andrzej Chojnacki                                  |     | 3   | 2   | 2   | NU  | NU  | 6   | 48           |
| 5    | Robert Herba                                       | NU  | NU  | 1   | NU  | 2   | NU  | 3   | 47           |
| 6    | Wiesław Stec                                       | 4   | NU  | 9   | 3   | NU  | NU  | 4   | 34           |
| 7    | Waldemar Doskocz                                   | 6   | 4   | 8   | NU  | 10  | NU  | 5   | 28           |
| 8    | Robert Gryczyński                                  |     | 9   | 4   | NU  |     | 2   | 11  | 27           |
| 9    | Piotr Świeboda                                     |     | NU  | 14  | 4   | 7   | 6   | 12  | 20           |
| 10   | Romuald Chałas                                     |     | 6   | 7   | NU  | 8   | 7   | NU  | 17           |
| 11   | Cezary Fuchs                                       |     | 5   | 6   | NU  |     |     | 9   | 16           |
| 12   | Andrzej Koper                                      |     |     |     | NU  | 5   | 8   | 7   | 15           |
| 13   | Robert Kępka                                       | 7   | 7   | 12  | 6   | 11  | NU  | NU  | 14           |
| 14   | Sławomir Szaflicki                                 | 3   | NU  | NU  | NU  |     |     |     | 12           |
| 15   | Janusz Kulig                                       |     | 12  | 15  | 5   | NU  | 9   | NU  | 10           |
| 16   | Maciej Kołomyjski                                  | 9   | 11  | NU  | 9   | 9   | NU  | 8   | 9            |
| 17   | Dariusz Wirkijowski                                | NU  | NU  | 10  | NU  | 13  | 5   | NU  | 9            |
| 18   | Mariusz Ficoń                                      |     |     | NU  | NU  | 6   | NU  |     | 6            |
| 19   | Marek Sadowski                                     |     |     |     | 7   | NU  | 11  |     | 4            |
| 20   | Lesław Orski                                       | 8   | NU  | NU  | NU  | NU  | NU  | 14  | 3            |
| 21   | Ryszard Granica                                    |     | 8   | NU  | NU  | NU  |     |     | 3            |
| 22   | Krzysztof Wołkowyski                               | NU  | 21  | NU  | 8   | NU  |     | NU  | 3            |
| 23   | Bohdan Ludwiczak                                   | 10  | 10  | 17  | NU  | 28  | NU  | 18  | 2            |
| 24   | Piotr Cekiera                                      |     | 18  | 16  | 10  | 18  | 19  | 19  | 1            |
| 25   | Jacek Jerschina                                    |     | 13  | NU  | NU  | 12  | 10  | 13  | 1            |
| 26   | Zenon Sawicki                                      | NU  | NU  | 11  | NU  |     | NU  | 10  | 1            |
|      | Klucz punktacji: 20-15-12-10-8-6-4-3-2-1           |     |     |     |     |     |     |     |              |
|      | Oznaczenia: NU – nie ukończył DK – dyskwalifikacja |     |     |     |     |     |     |     |              |

| Poz. | Kierowca                                           | KOR | KRA | ELM | POL | KAR | WIS | DOL | Suma punktów |
| ---- | -------------------------------------------------- | --- | --- | --- | --- | --- | --- | --- | ------------ |
| 1    | Paweł Przybylski                                   | 1   | 1   | 2   | NU  | 1   | 1   | NU  | 42           |
| 2    | Bogdan Herink                                      | 2   | 2   | (3) | 1   | (3) | 2   | 1   | 36           |
| 3    | Robert Herba                                       | NU  | NU  | 1   | NU  | 2   | NU  | 2   | 21           |
| 4    | Waldemar Doskocz                                   | 3   | 3   | 4   | NU  | 6   | NU  | 3   | 16           |
| 5    | Piotr Świeboda                                     |     | NU  | 5   | 2   | 5   | 4   | 5   | 15           |
|      | Klucz punktacji: 9-6-4-3-2-1                       |     |     |     |     |     |     |     |              |
|      | Oznaczenia: NU – nie ukończył DK – dyskwalifikacja |     |     |     |     |     |     |     |              |

| Poz. | Kierowca                                           | KOR | KRA | ELM | POL | KAR | WIS | DOL | Suma punktów |
| ---- | -------------------------------------------------- | --- | --- | --- | --- | --- | --- | --- | ------------ |
| 1    | Krzysztof Hołowczyc                                | 1   | NU  | NU  | NU  | 1   | 2   | 1   | 33           |
| 2    | Andrzej Chojnacki                                  |     | 1   | 1   | 1   | NU  | NU  | 3   | 31           |
| 3    | Wiesław Stec                                       | 3   | NU  | 5   | 2   | NU  | NU  | 2   | 18           |
| 4    | Robert Gryczyński                                  |     | 6   | 2   | NU  |     | 1   | 7   | 16           |
| 5    | Romuald Chałas                                     |     | 3   | 4   | NU  | 3   | 3   | NU  | 15           |
|      | Klucz punktacji: 9-6-4-3-2-1                       |     |     |     |     |     |     |     |              |
|      | Oznaczenia: NU – nie ukończył DK – dyskwalifikacja |     |     |     |     |     |     |     |              |

| Kolor     | Opis                   |
| --------- | ---------------------- |
| Złoty     | Zwycięzca              |
| Srebrny   | 2. miejsce             |
| Brązowy   | 3. miejsce             |
| Zielony   | Punktowane miejsce     |
| Niebieski | Ukończył nie punktował |
| Fioletowy | Nie ukończył NU        |
| Czarny    | Wykluczony X           |
| Biały     | Nie wystartował NW     |
| Puste     | Nie brał udziału       |

### Klasa A-8[3]
Klasa A-8 – powyżej 2000 cm3
| Msc | Kierowca         | Samochód                 | Punkty |
| --- | ---------------- | ------------------------ | ------ |
| 1   | Paweł Przybylski | Toyota Celica GT4        | 42     |
| 2   | Bohdan Ludwiczak | Ford Sierra Cosworth 4x4 | 25     |
| 3   | Robert Herba     | Nissan Sunny GTi-R       | 24     |

### Klasa A-7[3]
Klasa A-7 – do 2000 cm3
| Msc | Kierowca         | Samochód              | Punkty |
| --- | ---------------- | --------------------- | ------ |
| 1   | Bogdan Herink    | Renault Clio Williams | 45     |
| 2   | Waldemar Doskocz | Renault Clio 16V      | 27     |
| 3   | Piotr Świeboda   | Opel Kadett GSi 16V   | 23     |

### Klasa A-6[3]
Klasa A-6 – do 1600 cm3
| Msc | Kierowca       | Samochód          | Punkty |
| --- | -------------- | ----------------- | ------ |
| 1   | Jerzy Dyszy    | Peugeot 205 Rally | 42     |
| 2   | Artur Wodniak  | Polonez 1600 C    | 28     |
| 3   | Ryszard Plucha | Polonez 1600 C    | 21     |

### Klasa A-5[3]
Klasa A-5 – do 1300 cm3
| Msc | Kierowca              | Samochód          | Punkty |
| --- | --------------------- | ----------------- | ------ |
| 1   | Jerzy Dyszy           | Peugeot 205 Rally | 9      |
| 2   | Włodzimierz Pawluczuk | Fiat Cinquecento  | 6      |

### Klasa A-0[3]
Klasa A-0 – do 1000 cm3
| Msc | Kierowca              | Samochód         | Punkty |
| --- | --------------------- | ---------------- | ------ |
| 1   | Jacek Sikora          | Fiat Cinquecento | 36     |
| 2   | Włodzimierz Pawluczuk | Fiat Cinquecento | 16     |
| 3   | Marek Ryndak          | Fiat Cinquecento | 10     |

### Klasa A-FSM[3]
| Msc | Kierowca              | Samochód         | Punkty |
| --- | --------------------- | ---------------- | ------ |
| 1   | Jan Chudzikiewicz     | Polski Fiat 126p | 24     |
| 2   | Zbigniew Kotarba      | Polski Fiat 126p | 17     |
| 3   | Wojciech Gruszczyński | Polski Fiat 126p | 15     |

### Klasa N-4[3]
Klasa N-4 – powyżej 2000 cm3
| Msc | Kierowca            | Samochód                                  | Punkty |
| --- | ------------------- | ----------------------------------------- | ------ |
| 1   | Krzysztof Hołowczyc | Toyota Celica Turbo 4WD/Toyota Celica GT4 | 33     |
| 2   | Andrzej Chojnacki   | Ford Escort RS Cosworth                   | 31     |
| 3   | Wiesław Stec        | Mitsubishi Galant VR-4 Evo                | 18     |

### Klasa N-3[3]
Klasa N-3 – do 2000 cm3
| Msc | Kierowca        | Samochód              | Punkty |
| --- | --------------- | --------------------- | ------ |
| 1   | Robert Kępka    | Renault Clio Williams | 42     |
| 2   | Janusz Kulig    | Opel Kadett GSi 16V   | 28     |
| 3   | Jacek Jerschina | Peugeot 309 GTi 16V   | 25     |

### Klasa N-2[3]
Klasa N-2 – do 2000 cm3
| Msc | Kierowca           | Samochód           | Punkty |
| --- | ------------------ | ------------------ | ------ |
| 1   | Piotr Cekiera      | Honda Civic VTEC   | 37     |
| 2   | Damian Gielata     | Toyota Corolla GTi | 24     |
| 3   | Marek Skrzypkowski | Opel Corsa GSi     | 18     |

### Puchar PZM gr. N (F2 gr. N)[3]
| Msc | Kierowca        | Samochód              | Punkty |
| --- | --------------- | --------------------- | ------ |
| 1   | Robert Kępka    | Renault Clio Williams | 42     |
| 2   | Janusz Kulig    | Opel Kadett GSi 16V   | 28     |
| 3   | Jacek Jerschina | Peugeot 309 GTi 16V   | 25     |

### Puchar PZM gr. A (F2 gr. A)[3]
| Msc | Kierowca         | Samochód              | Punkty |
| --- | ---------------- | --------------------- | ------ |
| 1   | Bogdan Herink    | Renault Clio Williams | 45     |
| 2   | Waldemar Doskocz | Renault Clio 16V      | 27     |
| 3   | Piotr Świeboda   | Opel Kadett GSi 16V   | 23     |

### Klasyfikacja zespołów sponsorskich[3]
| Msc | Zespół            | Punkty |
| --- | ----------------- | ------ |
| 1   | Renault Polska    | 42     |
| 2   | Aquila Rally Team | 34     |
| 3   | Rafineria Gdańska | 23     |

### Klasyfikacja klubowa[3]
| Msc | Zespół                        | Punkty |
| --- | ----------------------------- | ------ |
| 1   | Autoklub Rzemieślnik Warszawa | 60     |
| 2   | Automobilklub Polski          | 35     |
| 3   | Automobilklub Krakowski       | 29     |